# Injetor com pino
O injetor com pino é um tipo de injetor de propelentes para um motor de foguete de combustível líquido bipropelente. Como qualquer outro injetor, seu objetivo é garantir o fluxo e a mistura apropriada dos propelentes enquanto eles são forçados sob alta pressão na câmara de combustão, de forma que ocorra um processo de combustão eficiente e controlado.

## Funcionamento

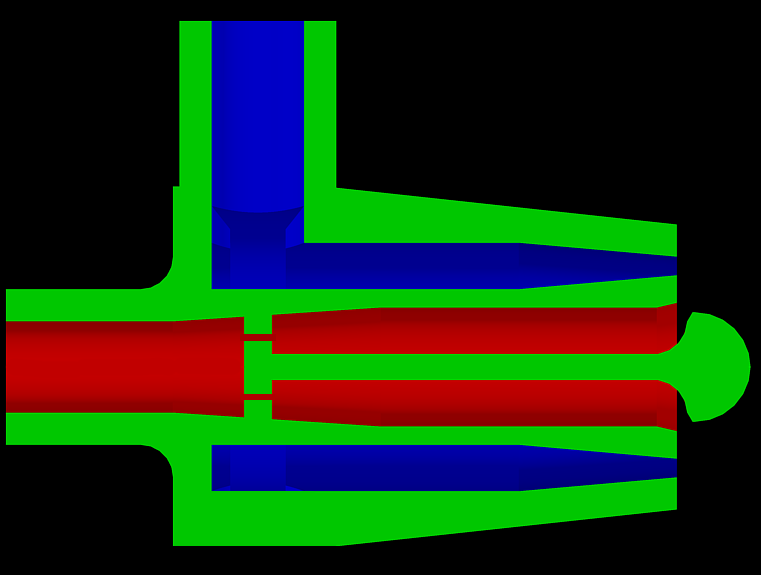
Esquema de funcionamento do injetor com pino.

Um injetor com pino é um tipo de injetor coaxial. Ele consiste de dois tubos concêntricos e um pino central com a cabeça abaulada. O propelente A (normalmente o oxidante, representado em azul na imagem) flui pelo tubo externo, resultando num esguicho cilíndrico, enquanto o propelente B (normalmente o combustível, representado em vermelho na imagem) flui pelo tubo interno e é forçado em direção ao pino e sua cabeça protuberante, resultando em um esguicho cônico ou plano (dependendo do formato da cabeça do pino) que vai interseccionar o esguicho cilíndrico do propelente A.